# Canton d'Athis-Val de Rouvre
Le canton d'Athis-Val de Rouvre, précédemment appelé canton d'Athis-de-l'Orne, est une circonscription électorale française située dans le département de l'Orne et la région Normandie.
À la suite du redécoupage cantonal de 2014, les limites territoriales du canton sont remaniées. Le nombre de communes du canton passe de 15 à 45.

## Géographie
Ce canton est organisé autour d'Athis-de-l'Orne dans l'arrondissement d'Argentan. Son altitude varie de 46 m (Ménil-Hubert-sur-Orne) à 275 m (Durcet) pour une altitude moyenne de 199 m.

## Histoire
Par décret du 25 février 2014, le nombre de cantons du département est divisé par deux, avec mise en application aux élections départementales de mars 2015. Le canton d'Athis-de-l'Orne est conservé et s'agrandit. Il passe de 15 à 45 communes.
À la suite du décret du 5 mars 2020, le canton prend le nom de son bureau centralisateur, Athis-Val de Rouvre.

## Représentation

### Conseillers d'arrondissement (de 1833 à 1940)
Le canton d'Athis appartenait à l'arrondissement de Domfront jusqu'à sa disparition en 1926.
| Période                                  | Période          | Identité                             | Étiquette | Qualité |
| ---------------------------------------- | ---------------- | ------------------------------------ | --------- | --- |
| 1833                                     | 1836             | M. Lefebvre-Quesnellière             |           | Commandant de la Garde nationale d'Athis                                                                    |
| 1836                                     | 18..             | Charles Anne Marin Bazin (1785-1862) |           | Propriétaire à Sainte-Honorine-la-Chardonne                                                                 |
|                                          |                  |                                      |           | |
| 1868                                     |                  | Jacques Lecoiffier (1806-1882)       |           | Pharmacien à Athis                                                                                          |
|                                          |                  |                                      |           | |
|                                          | 1890 (démission) | M. Chauvin                           |           | |
| 1890                                     | 1897 (démission) | Henri Hamon                          |           | Docteur-médecin à Athis                                                                                     |
| 1897                                     | 1914 (décès)     | Ernest Vardon (1845-1914)            |           | Président du comice agricole, agriculteur, maire d'Athis                                                    |
| 1914                                     | 1919             | siège vacant                         |           | |
| 1919                                     | 1940             | Marcel Poirier (1885-1974)           |           | Médecin à Athis, propriétaire à Bréel                                                                       |
| 1940                                     |                  |                                      |           | Les conseils d'arrondissement ont été suspendus par la loi du 12 octobre 1940 et n'ont jamais été réactivés |
| Les données manquantes sont à compléter. |                  |                                      |           | |

### Conseillers généraux de 1833 à 2015
| Période       | Période          | Identité                                                | Étiquette       | Qualité                                                               |
| ------------- | ---------------- | ------------------------------------------------------- | --------------- | --------------------------------------------------------------------- |
| 1833          | 1845 (décès)     | Achille-Ambroise Bertrand-L'Hodiesnière                 |                 | Médecin, maire de La Carneille                                        |
| 20 avril 1845 | 1870             | Jean-Daniel Hardy-Lafosse                               |                 | Propriétaire à Athis-de-l'Orne                                        |
| 1870          | 1877             | Charles Claude Marie Hector Artaud comte de La Ferrière | Droite          | Maire de Ronfeugerai                                                  |
| 1877          | 1883             | Jean-Daniel Hardy-Lafosse                               | Républicain     | Propriétaire à Athis-de-l'Orne                                        |
| 1883          | 1896 (décès)     | André Velay                                             | Républicain     | Propriétaire, banquier à Paris, maire de Sainte-Honorine-la-Chardonne |
| 1897          | 1913             | Henri Hamon                                             | Droite          | Docteur en médecine à Athis-de-l'Orne, conseiller d'arrondissement    |
| 1913          | 1937             | Guy Velay                                               | RG              | Propriétaire, maire d'Athis-de-l'Orne                                 |
| 1937          | 1940             | Comte William Lefébure (1903-1985)                      | PSF             | Propriétaire, maire de Ronfeugerai                                    |
|               |                  |                                                         |                 |                                                                       |
| 1945          | 1972 (démission) | William Lefébure                                        | DVD             | Maire de Ronfeugerai                                                  |
| 1972          | 1982             | Roger Pichard (1911-1998)                               | CNIP            | Notaire, maire d'Athis-de-l'Orne (1948-1971)                          |
| 1982          | 2008             | Maurice Duron (1937-2013)                               | UDF-PR puis UMP | Pharmacien, maire d'Athis-de-l'Orne (1971-2001)                       |
| 2008          | 2015             | Philippe Senaux                                         | UMP             | Professeur agrégé d'économie                                          |

Le canton participe à l'élection du député de la troisième circonscription de l'Orne.

### Conseillers départementaux à partir de 2015
| Période élective | Période élective | Mandat | Mandat   | Identité               | Nuance | Nuance | Qualité                                                                            |
| ---------------- | ---------------- | ------ | -------- | ---------------------- | ------ | ------ | ---------------------------------------------------------------------------------- |
| 2015             | 2021             | 2015   | 2021     | Marie-Françoise Frouel |        | DVD    | Formatrice, maire de Montreuil-au-Houlme, vice-présidente du conseil départemental |
| 2015             | 2021             | 2015   | 2021     | Philippe Senaux        |        | LR     | Professeur agrégé d'économie                                                       |
| 2021             | 2028             | 2021   | en cours | Marie-Françoise Frouel |        | DVD    | Conseillère sortante, suppléante du sénateur LR Vincent Segouin                    |
| 2021             | 2028             | 2021   | en cours | Alain Lange            |        | LR     | Ancien cadre dirigeant, maire d'Athis-de-l'Orne puis d'Athis-Val de Rouvre         |

### Résultats détaillés

#### Élections de mars 2015
À l'issue du 1er tour des élections départementales de 2015, deux binômes sont en ballottage : Marie-Françoise Frouel et Philippe Senaux (Union de la Droite, 34,82 %) et Joëlle Cheuvry et Anthony Meilliand (FN, 25,81 %). Le taux de participation est de 56,73 % (6 651 votants sur 11 724 inscrits) contre 54,04 % au niveau départemental et 50,17 % au niveau national.
Au second tour, Marie-Françoise Frouel et Philippe Senaux (Union de la Droite) sont élus avec 67,1 % des suffrages exprimés et un taux de participation de 56,48 % (3 831 voix pour 6 620 votants et 11 721 inscrits).

#### Élections de juin 2021
Le premier tour des élections départementales de 2021 est marqué par un très faible taux de participation (33,26 % au niveau national). Dans le canton d'Athis-Val de Rouvre, ce taux de participation est de 36,98 % (4 354 votants sur 11 775 inscrits) contre 34,53 % au niveau départemental. À l'issue de ce premier tour, deux binômes sont en ballottage : Marie-Françoise Frouel et Alain Lange (DVD, 64,68 %) et Béatrice Quennesson et Yanic Soubien (binôme écologiste, 35,32 %).
Le second tour des élections est marqué une nouvelle fois par une abstention massive équivalente au premier tour. Les taux de participation sont de 34,36 % au niveau national, 34,27 % dans le département et 36,04 % dans le canton d'Athis-Val de Rouvre. Marie-Françoise Frouel et Alain Lange (DVD) sont élus avec 65,87 % des suffrages exprimés (2 596 voix pour 4 245 votants et 11 777 inscrits),,.

## Composition

### Composition avant 2015

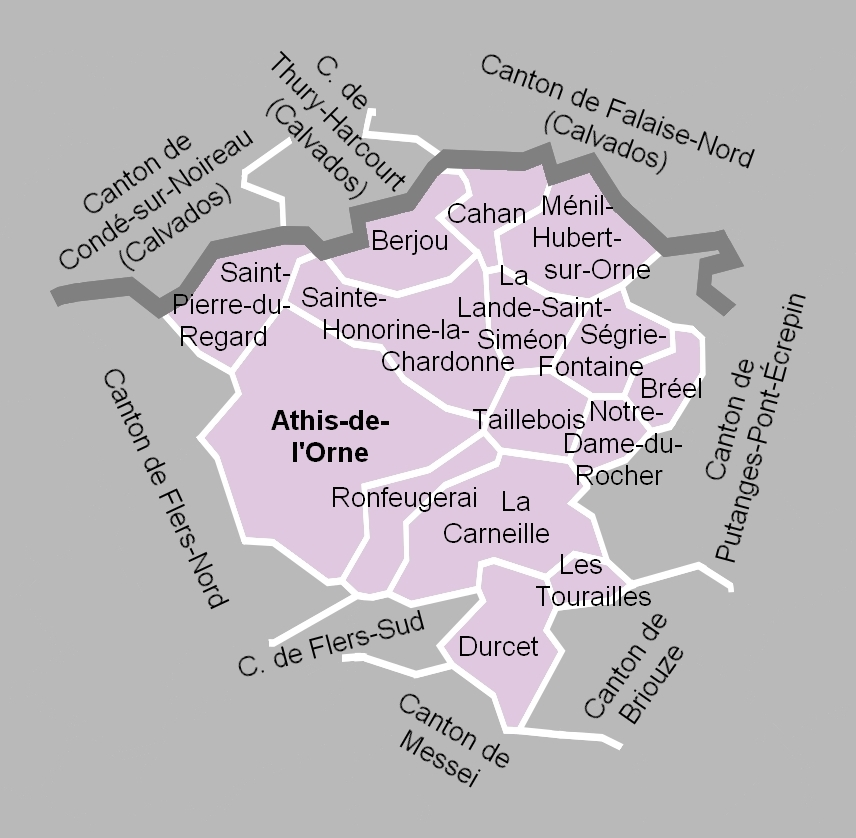
La carte des communes de l'ancien canton. Les cantons limitrophes étaient ceux de Condé-sur-Noireau, de Thury-Harcourt, de Falaise-Nord, de Putanges-Pont-Écrepin, de Briouze, de Messei, de Flers-Sud et de Flers-Nord.

Situation du canton dans l'arrondissement d'Argentan.

Le canton d'Athis-de-l'Orne regroupait quinze communes.
| Nom                          | Code Insee | Codepostal | Superficie (km2) | Population (dernière pop. légale) | Densité (hab./km2) |
| ---------------------------- | ---------- | ---------- | ---------------- | --------------------------------- | ------------------ |
| Athis-de-l'Orne (chef-lieu)  | 61007      | 61430      | 32,47            | 2 602 (2010)                      | 80                 |
| Berjou                       | 61044      | 61430      | 8,82             | 483 (2012)                        | 55                 |
| Bréel                        | 61058      | 61100      | 3,71             | 129 (2010)                        | 35                 |
| Cahan                        | 61069      | 61430      | 5,87             | 155 (2012)                        | 26                 |
| La Carneille                 | 61073      | 61100      | 15,91            | 582 (2010)                        | 37                 |
| Durcet                       | 61148      | 61100      | 9,54             | 271 (2012)                        | 28                 |
| La Lande-Saint-Siméon        | 61219      | 61100      | 5,33             | 144 (2012)                        | 27                 |
| Ménil-Hubert-sur-Orne        | 61269      | 61430      | 10,68            | 440 (2012)                        | 41                 |
| Notre-Dame-du-Rocher         | 61313      | 61100      | 3,43             | 63 (2010)                         | 18                 |
| Ronfeugerai                  | 61353      | 61100      | 6,57             | 334 (2010)                        | 51                 |
| Saint-Pierre-du-Regard       | 61447      | 61790      | 9,30             | 1 357 (2012)                      | 146                |
| Sainte-Honorine-la-Chardonne | 61407      | 61430      | 14,40            | 721 (2012)                        | 50                 |
| Ségrie-Fontaine              | 61465      | 61100      | 6,68             | 410 (2010)                        | 61                 |
| Taillebois                   | 61478      | 61100      | 5,51             | 139 (2010)                        | 25                 |
| Les Tourailles               | 61489      | 61100      | 2,46             | 71 (2010)                         | 29                 |

À la suite du redécoupage des cantons pour 2015, les communes, à l'exception de Saint-Pierre-du-Regard, sont à nouveau rattachées au canton d'Athis-de-l'Orne auquel s'ajoutent douze communes du canton de Briouze et dix-neuf du canton de Putanges-Pont-Écrepin. Saint-Pierre-du-Regard est intégré au canton de Flers-2.

#### Ancienne commune
La commune de Rouvrou, absorbée en 1812 par Ménil-Hubert-sur-Orne, était la seule commune supprimée, depuis la création des communes sous la Révolution, incluse dans le territoire du canton d'Athis-de-l'Orne antérieur à 2015.

### Composition après 2015
Lors du redécoupage de 2014, le canton d'Athis-de-l'Orne comprenait quarante-cinq communes entières.
À la suite de la création au 1er janvier 2016 des communes nouvelles de Putanges-le-Lac et d'Athis-Val de Rouvre, le canton comprend désormais trente communes entières.
| Nom                                         | Code Insee | Intercommunalité | Superficie (km2) | Population (dernière pop. légale) | Densité (hab./km2) | Modifier                                    |
| ------------------------------------------- | ---------- | ---------------- | ---------------- | --------------------------------- | ------------------ | ------------------------------------------- |
| Athis-Val de Rouvre (bureau centralisateur) | 61007      | CA Flers Agglo   | 76,74            | 4 208 (2022)                      | 55                 | modifier les données · modifier les données |
| Bazoches-au-Houlme                          | 61028      | CC du Val d'Orne | 28,64            | 455 (2022)                        | 16                 | modifier les données · modifier les données |
| Berjou                                      | 61044      | CA Flers Agglo   | 8,82             | 427 (2022)                        | 48                 | modifier les données · modifier les données |
| Briouze                                     | 61063      | CA Flers Agglo   | 17,15            | 1 511 (2022)                      | 88                 | modifier les données · modifier les données |
| Cahan                                       | 61069      | CA Flers Agglo   | 5,87             | 162 (2022)                        | 28                 | modifier les données · modifier les données |
| Champcerie                                  | 61084      | CC du Val d'Orne | 8,94             | 177 (2022)                        | 20                 | modifier les données · modifier les données |
| Craménil                                    | 61137      | CC du Val d'Orne | 8,09             | 128 (2022)                        | 16                 | modifier les données · modifier les données |
| Durcet                                      | 61148      | CA Flers Agglo   | 9,54             | 289 (2022)                        | 30                 | modifier les données · modifier les données |
| Faverolles                                  | 61158      | CC du Val d'Orne | 10,57            | 132 (2022)                        | 12                 | modifier les données · modifier les données |
| Giel-Courteilles                            | 61189      | CC du Val d'Orne | 12,58            | 484 (2022)                        | 38                 | modifier les données · modifier les données |
| Le Grais                                    | 61195      | CA Flers Agglo   | 12,21            | 206 (2022)                        | 17                 | modifier les données · modifier les données |
| Habloville                                  | 61199      | CC du Val d'Orne | 11,70            | 335 (2022)                        | 29                 | modifier les données · modifier les données |
| La Lande-Saint-Siméon                       | 61219      | CA Flers Agglo   | 5,33             | 163 (2022)                        | 31                 | modifier les données · modifier les données |
| Lignou                                      | 61227      | CC du Val d'Orne | 7,61             | 139 (2022)                        | 18                 | modifier les données · modifier les données |
| Le Ménil-de-Briouze                         | 61260      | CA Flers Agglo   | 21,39            | 529 (2022)                        | 25                 | modifier les données · modifier les données |
| Ménil-Gondouin                              | 61265      | CC du Val d'Orne | 9,17             | 157 (2022)                        | 17                 | modifier les données · modifier les données |
| Ménil-Hermei                                | 61267      | CC du Val d'Orne | 6,61             | 201 (2022)                        | 30                 | modifier les données · modifier les données |
| Ménil-Hubert-sur-Orne                       | 61269      | CA Flers Agglo   | 10,68            | 487 (2022)                        | 46                 | modifier les données · modifier les données |
| Ménil-Vin                                   | 61273      | CC du Val d'Orne | 3,62             | 48 (2022)                         | 13                 | modifier les données · modifier les données |
| Montreuil-au-Houlme                         | 61290      | CC du Val d'Orne | 7,82             | 127 (2022)                        | 16                 | modifier les données · modifier les données |
| Neuvy-au-Houlme                             | 61308      | CC du Val d'Orne | 15,62            | 198 (2022)                        | 13                 | modifier les données · modifier les données |
| Pointel                                     | 61332      | CA Flers Agglo   | 7,52             | 305 (2022)                        | 41                 | modifier les données · modifier les données |
| Putanges-le-Lac                             | 61339      | CC du Val d'Orne | 76,91            | 2 115 (2022)                      | 27                 | modifier les données · modifier les données |
| Saint-André-de-Briouze                      | 61361      | CC du Val d'Orne | 12,21            | 175 (2022)                        | 14                 | modifier les données · modifier les données |
| Saint-Hilaire-de-Briouze                    | 61402      | CC du Val d'Orne | 13,63            | 299 (2022)                        | 22                 | modifier les données · modifier les données |
| Saint-Philbert-sur-Orne                     | 61444      | CA Flers Agglo   | 5,97             | 112 (2022)                        | 19                 | modifier les données · modifier les données |
| Sainte-Honorine-la-Chardonne                | 61407      | CA Flers Agglo   | 14,40            | 681 (2022)                        | 47                 | modifier les données · modifier les données |
| Sainte-Honorine-la-Guillaume                | 61408      | CC du Val d'Orne | 14,87            | 348 (2022)                        | 23                 | modifier les données · modifier les données |
| Sainte-Opportune                            | 61436      | CA Flers Agglo   | 8,46             | 243 (2022)                        | 29                 | modifier les données · modifier les données |
| Les Yveteaux                                | 61512      | CC du Val d'Orne | 5,79             | 100 (2022)                        | 17                 | modifier les données · modifier les données |
| Canton d'Athis-Val de Rouvre                | 6106       |                  | 458,46           | 14 941 (2022)                     | 33                 | modifier les données                        |

## Démographie

### Démographie avant 2015
| 1968  | 1975  | 1982  | 1990  | 1999  | 2006  | 2011  | 2012  |
| ----- | ----- | ----- | ----- | ----- | ----- | ----- | ----- |
| 7 606 | 7 534 | 7 818 | 7 788 | 7 342 | 7 630 | 7 858 | 7 890 |

### Démographie depuis 2015
En 2022, le canton comptait 14 941 habitants, en évolution de −2,72 % par rapport à 2016 (Orne : −3,21 %, France hors Mayotte : +2,11 %).
| 2013   | 2018   | 2022   |
| ------ | ------ | ------ |
| 15 340 | 15 151 | 14 941 |